# Cosmosoma cingulatum
Cosmosoma cingulatum là một loài bướm đêm thuộc phân họ Arctiinae, họ Erebidae.